# Suwan Ornkerd
Suwan Ornkerd (nascido em 12 de maio de 1941) é um ex-ciclista tailandês. Representou sua nação nos Jogos Olímpicos de Verão de 1964, na prova de contrarrelógio.